# Murkel Dellien
Murkel Alejandro Dellien Velasco (Trinidad, 16 de septiembre de 1997) es un tenista boliviano. El ranking ATP individual más alto de su carrera, el N° 168, lo logró el 15 de julio de 2024. Es el actual tenista boliviano número 2. También tiene el ranking ATP de dobles más alto de su carrera, el N° 174, logrado el 1 de abril de 2024. Dellien representa a Bolivia en la Copa Davis, donde tiene un récord W/L de 1-0.

## Carrera universitaria
Dellien jugó tenis universitario en Wichita State University.

## Carrera profesional
En 2021, Dellien derrotó al belga Zizou Bergs en su primer partido de Copa Davis.

## Vida personal
Es el hermano menor del también tenista Hugo Dellien. Su padre, Hugo Eduardo Dellien,  representó al departamento del Beni como miembro suplente de la Cámara de Diputados por la alianza Poder Democrático Social de 2006 a 2010.

## Finales del ATP Challenger Tour

### Individuales: 2 (1 título, 1 subcampeón)
| \| Leyenda \| \| ------------------------- \| \| Gira ATP Challenger (1-1) \| |
| Leyenda                                                                       |
| Gira ATP Challenger (1-1)                                                     |

| Resultado | W–L | Fecha         | Torneo           | Nivel      | Superficie | Adversario            | Puntaje       |
| --------- | --- | ------------- | ---------------- | ---------- | ---------- | --------------------- | ------------- |
| Pérdida   | 0-1 | Enero de 2023 | Tigre, Argentina | Challenger | Arcilla    | Juan Manuel Cerúndolo | 6–4, 4–6, 2–6 |
| Victoria  | 1–1 | Julio de 2024 | Brașov, Rumania  | Challenger | Arcilla    | Dmitry Popko          | 6–3, 7–5      |

### Dobles: 6 (3 títulos, 3 subcampeonatos)
| \| Leyenda \| \| ------------------------- \| \| Gira ATP Challenger (3-3) \| |
| Leyenda                                                                       |
| Gira ATP Challenger (3-3)                                                     |

| Resultado | W–L | Fecha           | Torneo                           | Nivel      | Superficie | Pareja                 | Oponentes                             | Puntaje         |
| --------- | --- | --------------- | -------------------------------- | ---------- | ---------- | ---------------------- | ------------------------------------- | --------------- |
| Derrota   | 0-1 | Junio de 2022   | Corrientes, Argentina            | Challenger | Arcilla    | Nicolás Álvarez        | Guido Andreozzi Guillermo Durán       | 5–7, 2–6        |
| Derrota   | 0–2 | Agosto de 2022  | Praga, República Checa           | Challenger | Arcilla    | Adrián Andreev         | Víctor Vlad Córnea Andres Paulson     | 3–6, 1–6        |
| Victoria  | 1–2 | Mayo de 2023    | Coquimbo, Chile                  | Challenger | Arcilla    | Valerio Aboián         | Tomás Farjat Facundo Juarez           | 7–6 (7–4), 6–0  |
| Victoria  | 2–2 | Enero de 2024   | Punta del Este, Uruguay          | Challenger | Arcilla    | Federico Agustín Gómez | Guido Andreozzi Guillermo Durán       | 6–3, 6–2        |
| Derrota   | 2-3 | Marzo de 2024   | Santa Cruz de la Sierra, Bolivia | Challenger | Arcilla    | Hugo Dellien           | Renzo Olivo Andrea Collarini          | 4-6, 1-6        |
| Victoria  | 3-3 | Octubre de 2024 | Buenos Aires, Argentina          | Challenger | Arcilla    | Facundo Mena           | Felipe Meligeni Alves Marcelo Zormann | 1-6, 6-2, 12-10 |

## Finales del ITF Futures/World Tennis Tour

### Individuales: 8 (5 títulos, 3 subcampeonatos)
| \| Leyenda \| \| ------------------- \| \| WTT de la ITF (5-3) \| |
| Leyenda                                                           |
| WTT de la ITF (5-3)                                               |

| Resultado | W–L | Fecha              | Torneo                               | Nivel | Surperficie | Rival                   | Marcador           |
| --------- | --- | ------------------ | ------------------------------------ | ----- | ----------- | ----------------------- | ------------------ |
| Derrota   | 0–1 | Febrero de 2022    | M15 Naples, USA                      | WTT   | Arcilla     | Pedro Boscardin Dias    | 3–6, 6–7(5–7)      |
| Victoria  | 1–1 | Mayo de 2022       | M15 Quito, Ecuador                   | WTT   | Arcilla     | Arklon Huertas Del Pino | 7–6(7–1), 6–3      |
| Victoria  | 2–1 | Junio de 2022      | M15 Quito, Ecuador                   | WTT   | Arcilla     | Juan Bautista Otegui    | 6–3, 6–2           |
| Derrota   | 2–2 | Septiembre de 2022 | M25 Maribor, Slovenia                | WTT   | Arcilla     | Hernán Casanova         | 4–6, 3–6           |
| Victoria  | 3–2 | Octubre de 2022    | M15 Santa Cruz de la Sierra, Bolivia | WTT   | Arcilla     | Conner Huertas del Pino | 6–0, 6–2           |
| Victoria  | 4–2 | Noviembre de 2022  | M15 Santa Cruz de la Sierra, Bolivia | WTT   | Arcilla     | Franco Roncadelli       | 7–6(7–5), 6–3      |
| Derrota   | 4–3 | Marzo de 2023      | M25 Río Cuarto, Argentina            | WTT   | Arcilla     | Pol Martín Tiffon       | 6–7(7–9), 6–3, 5–7 |
| Victoria  | 5–3 | Febrero de 2024    | M25 Punta del Este, Uruguay          | WTT   | Arcilla     | Gonzalo Bueno           | 6–4, 3–6, 7–5      |

### Dobles: 15 (9 títulos, 6 subcampeonatos)
| Leyenda                     |
| --------------------------- |
| Futuros de la ITF/WTT (9–6) |

| Finales por superficie |
| ---------------------- |
| Dura (1-0)             |
| Arcilla (8–6)          |
| Verde (0-0)            |
| Alfombra (0-0)         |

| Resultado | W–L | Fecha              | Torneo                                 | Nivel   | Surperficie | Compañero               | Rivales                                       | Marcador              |
| --------- | --- | ------------------ | -------------------------------------- | ------- | ----------- | ----------------------- | --------------------------------------------- | --------------------- |
| Derrota   | 0–1 | Septiembre de 2012 | Bolivia F2, Bolivia                    | Futures | Arcilla     | Hugo Dellien            | Facundo Mena Sebastian Serrano                | 3–6, 5–7              |
| Derrota   | 0–2 | Septiembre de 2013 | Bolivia F3, Bolivia                    | Futures | Arcilla     | Hugo Dellien            | Franco Feitt Jose Maria Paez                  | 3–6, 3–6              |
| Victoria  | 1–2 | Junio de 2021      | M25 Wichita, USA                       | WTT     | Dura        | Nicolas Acevedo         | John McNally Benjamin Sigouin                 | 6–4, 2–6, [12–10]     |
| Victoria  | 2–2 | Septiembre de 2021 | M15 Ibagué, Colombia                   | WTT     | Arcilla     | Boris Arias             | Alejandro Gómez Alejandro Hoyos               | 6–4, 3–6, [10–4]      |
| Victoria  | 3–2 | Octubre de 2021    | M25 Lima, Peru                         | WTT     | Arcilla     | Jorge Panta             | Cayetano March Pol Martin Tiffon              | 7–6(7–4), 7–6(7–3)    |
| Derrota   | 3–3 | Noviembre de 2021  | M15 Córdoba, Argentina                 | WTT     | Arcilla     | Boris Arias             | Ignacio Carou Alejo Lorenzo Lingua Lavallén   | 4–6, 7–5, [4–10]      |
| Victoria  | 4–3 | Abril de 2022      | M25 Rosario, Argentina                 | WTT     | Arcilla     | Arklon Huertas del Pino | Tomás Farjat Ignacio Monzon                   | 6–3, 6–3              |
| Victoria  | 5–3 | Abril de 2022      | M25 Rosario, Argentina                 | WTT     | Arcilla     | Arklon Huertas del Pino | Román Andrés Burruchaga Juan Ignacio Galarza  | 6–3, 7–5              |
| Derrota   | 5–4 | Mayo de 2022       | M15 Quito, Ecuador                     | WTT     | Arcilla     | Arklon Huertas del Pino | Igor Gimenez Nicolas Zanellato                | 2–6, 6–7(5–7)         |
| Victoria  | 6–4 | Junio de 2022      | M15 Quito, Ecuador                     | WTT     | Arcilla     | Arklon Huertas del Pino | Alejandro Mendoza Jorge Panta                 | 6–3, 7–5              |
| Victoria  | 7–4 | Agosto de 2022     | M25 Koksijde, Belgium                  | WTT     | Arcilla     | Hernán Casanova         | Zvonimir Babić Simon Freund                   | 6–1, 4–6, [10–5]      |
| Victoria  | 8–4 | Marzo de 2023      | M25 San Miguel de Tucumán, Argentina   | WTT     | Arcilla     | Valerio Aboian          | Franco Emanuel Egea Gabriel Alejandro Hidalgo | 6–7(5–7), 7–5, [10–7] |
| Derrota   | 8–5 | Junio de 2023      | M25 Jablonec nad Nisou, Czech Republic | WTT     | Arcilla     | Pedro Sakamoto          | Sebastian Fanselow Dominik Kellovsky          | 2–6, 4–6              |
| Victoria  | 9–5 | Junio de 2023      | M25 Córdoba, Spain                     | WTT     | Arcilla     | Valerio Aboian          | Imanol Lopez Morillo Benjamin Winter Lopez    | 6–3, 6–7(4–7), [11–9] |
| Derrota   | 9–6 | Julio de 2023      | M25 Kassel, Germany                    | WTT     | Arcilla     | Stefan Latinovic        | Jiri Barnat Patrik Rikl                       | 4–6, 4–6              |